# Liste des gares des Bouches-du-Rhône
La liste des gares des Bouches-du-Rhône, est une liste des gares ferroviaires, haltes ou arrêts, situées dans le département des Bouches-du-Rhône, en région Provence-Alpes-Côte-d'Azur.

## Gares ferroviaires des lignes du réseau national

### Lignes à voie normale
| Nom                                   | Type de gare      | Ligne(s) et PK                                                                           | Date d'ouverture  | Date de fermeture voyageurs | Date de fermeture marchandises | Altitude | Code UIC    | Code TR3A | Coordonnées                 | Image | Remarques |
| ------------------------------------- | ----------------- | ---------------------------------------------------------------------------------------- | ----------------- | --------------------------- | ------------------------------ | -------- | ----------- | --------- | --------------------------- | ----- | --- |
| Aix-en-Provence TGV                   | Gare TGV          | 752 : 799,140                                                                            | 10 juin 2001      | Ouverte                     | Jamais ouverte                 | 190 m    | 87319012    | AXV       | 43° 27′ 17″ N, 5° 19′ 03″ E |       | |
| Tarascon                              | Gare              | 810 : 0,000 Raccordement Nord de Tarascon : 762,884 Raccordement Sud de Tarascon : 1,454 | 18 octobre 1847   | Ouverte                     | Ouverte                        | 17 m     | 87765354    | TCN       | 43° 48′ 04″ N, 4° 39′ 26″ E |       | Aujourd'hui, les trains desservant la ligne 830 000 d'Avignon à Marseille et réciproquement ne peuvent desservir la gare de Tarascon qu'en rebroussant. Autrefois, un troisième raccordement permettait à ces trains de desservir la gare de Tarascon sans rebrousser. |
| Arles                                 | Gare              | 820 : 0,000 821 : 0,000 830 : 776,322                                                    | 18 octobre 1847   | Ouverte                     | Ouverte                        | 9 m      | 87753657    | ARS       | 43° 41′ 06″ N, 4° 37′ 56″ E |       | |
| Trinquetaille                         | Gare marchandises | 820 :                                                                                    |                   | Jamais ouverte              |                                | 7 m      | 87 753 60-8 | TRI       | 43° 40′ 41″ N, 4° 36′ 57″ E |       | Ou Arles Rive-Gauche. Annexe de la gare d'Arles. |
| La Furanne                            | Gare              | 820 : 11,5                                                                               | 27 janvier 1868   | 5 décembre 1938             |                                | 3 m      |             |           | 43° 40′ 45″ N, 4° 30′ 08″ E |       | Ou La Camargue. |
| Mas-de-la-Ville                       | Halte             | 821 :                                                                                    | 10 février 1887   | 22 mai 1932                 | Jamais ouverte                 | 7 m      |             |           | 43° 38′ 06″ N, 4° 39′ 36″ E |       | |
| Beyne                                 | Halte             | 821 :                                                                                    | 10 février 1887   | 22 mai 1932                 | Jamais ouverte                 | 5 m      |             |           | 43° 34′ 58″ N, 4° 41′ 40″ E |       | |
| Mas-Thibert                           | Gare              | 821 : 19,4                                                                               | 10 février 1887   | 22 mai 1932                 |                                | 4 m      | 87753814    | MHB       | 43° 33′ 35″ N, 4° 43′ 27″ E |       | |
| La Forêt                              | Halte             | 821 :                                                                                    | 10 février 1887   | 22 mai 1932                 | Jamais ouverte                 | 2 m      |             |           | 43° 31′ 13″ N, 4° 45′ 18″ E |       | |
| La Porcelette                         | Station           | 821 : 29,4                                                                               | 10 février 1887   | 22 mai 1932                 |                                | 2 m      |             |           | 43° 28′ 38″ N, 4° 46′ 05″ E |       | |
| L’Eysselle                            | Halte             | 821 :                                                                                    | 10 février 1887   | 22 mai 1932                 | Jamais ouverte                 | 2 m      | 87753848    | LYP       | 43° 26′ 26″ N, 4° 46′ 32″ E |       | |
| Port-Saint-Louis-du-Rhône             | Gare              | 821 : 40,4                                                                               | 10 février 1887   | 22 mai 1932                 |                                | 2 m      | 87753855    | PLR       | 43° 23′ 19″ N, 4° 48′ 29″ E |       | Ou Saint-Louis-du-Rhône. |
| Barbentane Rognonas                   | Gare              | 830 : 747,439                                                                            | 18 octobre 1847   | 1968 ?                      | 1991                           | 21 m     | 87765305    | BBT       | 43° 53′ 46″ N, 4° 46′ 57″ E |       | |
| Graveson Maillane                     | Gare              | 830 : 753,685                                                                            | 18 octobre 1847   | 1968 ?                      |                                | 19 m     | 87765339    | GVS       | 43° 50′ 46″ N, 4° 44′ 55″ E |       | |
| Ségonnaux                             | Gare              | 830 : 768,6                                                                              | 18 octobre 1847   | 1951 ?                      |                                | 10 m     |             |           | 43° 45′ 07″ N, 4° 38′ 37″ E |       | |
| Raphèle                               | Gare              | 830 : 784,937                                                                            | 18 octobre 1847   | 1937 ?                      |                                | 9 m      | 87753673    | RHL       | 43° 38′ 34″ N, 4° 42′ 40″ E |       | |
| Saint-Martin-de-Crau                  | Gare              | 830 : 792,473                                                                            | 18 octobre 1847   | Ouverte                     |                                | 23 m     | 87753681    | SMD       | 43° 37′ 20″ N, 4° 48′ 01″ E |       | Fermée entre 1939 et 2004. |
| Entressen                             | Gare              | 830 : 804,584                                                                            | 18 octobre 1847   | 1938 ?                      | 1965                           | 44 m     | 87 753 18-6 |           | 43° 35′ 21″ N, 4° 56′ 35″ E |       | |
| Miramas                               | Gare              | 830 : 809,278 925 : 68,544 935 : 809,278                                                 | 18 octobre 1847   | Ouverte                     |                                | 49 m     | 87753004    | MAS       | 43° 34′ 51″ N, 4° 59′ 58″ E |       | Initialement Constantine. |
| Saint-Chamas                          | Gare              | 830 : 814,347                                                                            | 18 octobre 1847   | Ouverte                     |                                | 37 m     | 87 753 20-2 | SH        | 43° 33′ 04″ N, 5° 02′ 24″ E |       | |
| Calissanne                            | Gare              | 830 : 821,907                                                                            | 1er novembre 1847 | 1938 ?                      |                                | 21 m     | 87 753 21-0 |           | 43° 32′ 04″ N, 5° 06′ 59″ E |       | |
| Berre                                 | Gare              | 830 : 828,609                                                                            | 1er novembre 1847 | 15 septembre 2013           |                                | 17 m     | 87753228    | BRR       | 43° 30′ 03″ N, 5° 10′ 45″ E |       | |
| Rognac                                | Gare              | 830 : 834,914 928 : 0,000                                                                | 1er novembre 1847 | Ouverte                     |                                | 24 m     | 87753251    | RGC       | 43° 29′ 12″ N, 5° 13′ 51″ E |       | |
| Vitrolles                             | Station           | 830 : 838,0                                                                              | 1er novembre 1847 | 14 décembre 2008            |                                | 36 m     | 87753269    | VOK       | 43° 27′ 02″ N, 5° 14′ 12″ E |       | |
| Vitrolles Aéroport Marseille Provence | Halte TER         | 830 : 838,930                                                                            | 14 décembre 2008  | Ouverte                     |                                | 39 m     | 87 43945-4  | VYM       | 43° 26′ 28″ N, 5° 14′ 14″ E |       | |
| Marignane                             | ?                 | 830 : 839,3                                                                              | Années 1960       | Début des années 1980       |                                | 40 m     | 87753277    | MGH       | 43° 26′ 16″ N, 5° 14′ 11″ E |       | |
| Pas-des-Lanciers                      | Gare              | 830 : 843,642                                                                            | 1er novembre 1847 | Ouverte                     |                                | 50 m     | 87753285    | PDL       | 43° 24′ 35″ N, 5° 15′ 14″ E |       | |
| L’Estaque                             | Gare              | 830 : 851,699 935 : 870,701                                                              |                   | Ouverte                     |                                | 54 m     | 87751602    | LES       | 43° 21′ 50″ N, 5° 19′ 16″ E |       | |
| Séon-Saint-Henri                      | Station           | 830 : 853,258                                                                            |                   | janvier 2019                |                                | 52 m     | 87751636    | ZSH       | 43° 21′ 44″ N, 5° 20′ 24″ E |       | |
| Séon-Saint-André                      | Station           | 830 : 854,531                                                                            |                   | septembre 1931              |                                | 51 m     |             |           | 43° 21′ 17″ N, 5° 21′ 07″ E |       | Parfois simplement Séon |
| Saint-Louis-les-Aygalades             | Gare              | 830 : 855,935                                                                            |                   | 13 décembre 2014            |                                | 51 m     | 87751644    | SLA       | 43° 20′ 47″ N, 5° 21′ 52″ E |       | Ou Les Aygalades |
| Saint-Joseph                          | Station           | 830 : 856,9                                                                              |                   | septembre 1931              |                                | 50 m     |             |           | 43° 20′ 23″ N, 5° 22′ 28″ E |       | |
| Le Canet                              | Station           | 830 : 857,976                                                                            |                   | 2007 ?                      |                                | 50 m     | 87751685    | LEA       | 43° 20′ 01″ N, 5° 23′ 01″ E |       | |
| Saint-Barthélémy                      | Station           | 830 : 859,343                                                                            |                   | 2007 ?                      |                                | 48 m     | 87751693    | XBA       | 43° 19′ 24″ N, 5° 23′ 33″ E |       | |
| Marseille Saint-Charles               | Gare              | 830 : 862,125 905 : 444,084 930 : 0,000 938 : 0,000                                      | 15 janvier 1848   | Ouverte                     |                                | 49 m     | 87 751 00-8 | MSC       | 43° 18′ 10″ N, 5° 22′ 51″ E |       | |
| Meyrargues                            | Gare              | 905 : 382,048                                                                            |                   | Ouverte                     |                                | 207 m    | 87751370    | MEY       | 43° 38′ 39″ N, 5° 32′ 22″ E |       | |
| Réclavier                             | Gare              | 905 : 385,710                                                                            |                   |                             |                                | 248 m    |             |           | 43° 37′ 51″ N, 5° 31′ 13″ E |       | Fermeture avant 1971 ? |
| Venelles                              | Gare              | 905 : 393,854                                                                            |                   |                             |                                | 326 m    | 87751388    | VNE       | 43° 35′ 08″ N, 5° 28′ 26″ E |       | Fermeture en 1971 ? "Venelles - Les Logissons" |
| Puyricard                             | Station           | 905 :                                                                                    |                   |                             |                                | 298 m    |             |           | 43° 34′ 39″ N, 5° 26′ 03″ E |       | |
| La Calade Éguilles                    | Gare              | 905 : 400,569 924 : 32,639                                                               |                   | 1971 ?                      |                                | 272 m    | 87751396    | CGU       | 43° 34′ 08″ N, 5° 23′ 59″ E |       | Fermeture en 1971 ? |
| Pey-Blanc                             | Halte             | 905 : 403,3                                                                              |                   |                             |                                | 236 m    |             |           | 43° 32′ 45″ N, 5° 23′ 53″ E |       | Fermeture avant 1971 ? |
| Aix-en-Provence Ville                 | Gare              | 905 : 408,274 928 : 25,178                                                               |                   | Ouverte                     |                                | 177 m    | 87751404    | AXP       | 43° 31′ 22″ N, 5° 26′ 43″ E |       | |
| Luynes                                | Gare              | 905 : 414,870                                                                            |                   | 1959                        |                                | 169 m    |             |           | 43° 28′ 40″ N, 5° 25′ 37″ E |       | Fermeture en 1971 ? |
| Gardanne                              | Gare              | 905 : 419,361 947 : 78,760                                                               |                   | Ouverte                     |                                | 205 m    | 87751420    | GDN       | 43° 27′ 22″ N, 5° 27′ 48″ E |       | |
| Simiane                               | Gare              | 905 : 423,264                                                                            |                   | Ouverte                     |                                | 207 m    | 87751438    | SI        | 43° 26′ 05″ N, 5° 25′ 33″ E |       | Fermeture en 1971 ? Figure pourtant à l'indicateur de 1975. Rouverte depuis ? |
| Bouc-Cabriès                          | Gare              | 905 : 426,698                                                                            |                   | 1959                        |                                | 225 m    | 87751446    | BCB       | 43° 25′ 24″ N, 5° 23′ 13″ E |       | Fermeture en 1971 ? |
| Septèmes                              | Gare              | 905 : 430,100                                                                            |                   | Ouverte                     |                                | 209 m    | 87751800    | SEP       | 43° 24′ 11″ N, 5° 22′ 12″ E |       | Ne figure pas à l'indicateur de 1975. Fermée en 1971 ? Rouverte depuis ? |
| Saint-Antoine                         | Halte TER         | 905 : 434,838                                                                            | 14 décembre 2008  | Ouverte                     |                                | 146 m    | 87 751 82-6 | SNA       | 43° 22′ 10″ N, 5° 21′ 29″ E |       | |
| Saint-Antoine                         | Gare              | 905 : 434,913                                                                            |                   | 1959                        |                                | 146 m    | 87 751 82-6 | SNA       | 43° 22′ 08″ N, 5° 21′ 31″ E |       | |
| Les Aygalades Accates                 | Station           | 905 : 436,350                                                                            |                   |                             |                                | 126 m    |             |           | 43° 21′ 29″ N, 5° 21′ 59″ E |       | |
| Saint-Joseph-le-Castellas             | Halte TER         | 905 : 437,450                                                                            | 14 décembre 2008  | Ouverte                     | Jamais ouverte                 | 108 m    |             |           | 43° 21′ 07″ N, 5° 22′ 37″ E |       | |
| Sainte-Marthe-en-Provence             | Gare              | 905 : 439,374                                                                            | 15 octobre 1877   | Ouverte                     |                                | 82 m     | 87751842    | SAH       | 43° 20′ 22″ N, 5° 23′ 26″ E |       | |
| Picon Busserine                       | Halte TER         | 905 : 440,406                                                                            | 14 décembre 2008  | Ouverte                     | Jamais ouverte                 | 67 m     | 87 75929-0  | PCB       | 43° 19′ 52″ N, 5° 23′ 35″ E |       | |
| Salon                                 | Gare              | 924 : 0,000 925 : 56,059                                                                 |                   |                             |                                | 77 m     | 87753764    | SON       | 43° 38′ 21″ N, 5° 05′ 18″ E |       | |
| Lurian                                | Station           | 924 : 2,3                                                                                | 25 mai 1903       | 5 décembre 1938             |                                | 68 m     |             |           | 43° 37′ 39″ N, 5° 06′ 25″ E |       | |
| Pélissanne                            | Gare              | 924 : 6,2                                                                                | 25 mai 1903       | 5 décembre 1938             |                                | 92 m     |             |           | 43° 38′ 06″ N, 5° 09′ 13″ E |       | |
| Bonrecueil                            | Station           | 924 : 10,6                                                                               | 25 mai 1903       | 5 décembre 1938             |                                | 142 m    |             |           | 43° 38′ 50″ N, 5° 12′ 16″ E |       | |
| Lambesc                               | Gare              | 924 : 16,8                                                                               | 25 mai 1903       | 5 décembre 1938             |                                | 211 m    |             |           | 43° 39′ 16″ N, 5° 16′ 09″ E |       | |
| Saint-Cannat                          | Gare              | 924 : 21,2                                                                               | 25 mai 1903       | 5 décembre 1938             | 17 mai 1953                    | 211 m    |             |           | 43° 37′ 25″ N, 5° 17′ 49″ E |       | |
| Lignane Rognes                        | Gare              | 924 : 27,5                                                                               | 25 mai 1903       | 5 décembre 1938             | 1941                           | 288 m    |             |           | 43° 36′ 10″ N, 5° 21′ 52″ E |       | |
| Orgon                                 | Gare              | 925 : 38,619                                                                             |                   |                             |                                | 85 m     | 87753707    | ORG       | 43° 47′ 09″ N, 5° 02′ 44″ E |       | |
| Sénas                                 | Gare              | 925 : 44,098                                                                             |                   |                             |                                | 95 m     | 87753715    | S         | 43° 44′ 27″ N, 5° 04′ 24″ E |       | |
| Lamanon                               | Gare              | 925 : 48,964                                                                             |                   |                             |                                | 112 m    | 87753731    | LMN       | 43° 42′ 00″ N, 5° 05′ 29″ E |       | |
| Grans                                 | Gare              | 925 : 60,060                                                                             |                   |                             |                                | 68 m     | 87753798    | GNN       | 43° 37′ 22″ N, 5° 03′ 08″ E |       | |
| Velaux Coudoux                        | Gare              | 928 : 6,629                                                                              | 10 octobre 1856   | 18 avril 1939               |                                | 70 m     | 87753111    | VXX       | 43° 32′ 01″ N, 5° 15′ 19″ E |       | |
| Roquefavour                           | Gare              | 928 : 11,954                                                                             | 10 octobre 1856   | 18 avril 1939               |                                | 95 m     |             |           | 43° 30′ 59″ N, 5° 18′ 37″ E |       | |
| Saint-Pons (B.-du-Rh.)                | Halte             | 928 : 13,690                                                                             | 10 octobre 1856   | 18 avril 1939               | Jamais ouverte                 | 103 m    |             |           | 43° 30′ 00″ N, 5° 21′ 02″ E |       | |
| Les Milles                            | Gare              | 928 : 18,556                                                                             | 10 octobre 1856   | 18 avril 1939               |                                | 116 m    | 87751511    | MHH       | 43° 30′ 10″ N, 5° 22′ 57″ E |       | |
| Marseille Blancarde                   | Gare              | 930 : 3,258 937 : 0,157                                                                  | 15 mai 1872       | Ouverte                     | Ouverte                        | 50 m     | 87751081    | MBC       | 43° 17′ 47″ N, 5° 24′ 25″ E |       | |
| La Pomme                              | Station           | 930 : 6,237                                                                              | 25 octobre 1858   | Ouverte                     |                                | 44 m     | 87751719    | PPO       | 43° 17′ 26″ N, 5° 26′ 29″ E |       | |
| Saint-Marcel                          | Gare              | 930 : 8,414                                                                              | 25 octobre 1858   | Ouverte                     |                                | 53 m     | 87751701    | SMA       | 43° 17′ 18″ N, 5° 28′ 02″ E |       | |
| La Barasse                            | Halte TER         | 930 : 9,828                                                                              | 14 décembre 2014  | Ouverte                     | Jamais ouverte                 | 63 m     | 87 63558-1  | EBE       | 43° 17′ 10″ N, 5° 29′ 02″ E |       | |
| Saint-Menet                           | Station           | 930 :                                                                                    | 25 octobre 1858   | Années 1960 ?               |                                | 69 m     |             |           | 43° 17′ 08″ N, 5° 29′ 54″ E |       | |
| La Penne-sur-Huveaune                 | Station           | 930 : 12,448                                                                             | 25 octobre 1858   | Ouverte                     |                                | 77 m     | 87751743    | PHE       | 43° 17′ 05″ N, 5° 30′ 56″ E |       | Anciennement La Penne. |
| Camp-Major                            | Station           | 930 : 14,8                                                                               | 25 octobre 1858   | Années 1960 ?               |                                | 92 m     |             |           | 43° 17′ 14″ N, 5° 32′ 38″ E |       | |
| Aubagne                               | Gare              | 930 : 16,945 948 : 0,000                                                                 | 25 octobre 1858   | Ouverte                     |                                | 102 m    | 87751750    | AUB       | 43° 17′ 46″ N, 5° 33′ 59″ E |       | |
| Cassis                                | Gare              | 930 : 26,848                                                                             | 3 mai 1859        | Ouverte                     |                                | 129 m    | 87751776    | CSI       | 43° 14′ 03″ N, 5° 33′ 11″ E |       | |
| La Ciotat                             | Gare              | 930 : 35,617                                                                             | 3 mai 1859        | Ouverte                     |                                | 61 m     | 87751784    | LTV       | 43° 11′ 59″ N, 5° 37′ 58″ E |       | |
| Le Paty                               | Station           | 935 : 815,3                                                                              | 3 novembre 1879   | Fermée                      |                                | 36 m     |             |           | 43° 33′ 23″ N, 4° 57′ 54″ E |       | Déclarée comme "halte" de Paty avant son ouverture. Gare très légèrement déplacée le 1er juin 1913 à la suite de la reprise de la ligne du MPB par le PLM. |
| Istres                                | Gare              | 935 : 820,761                                                                            | 3 novembre 1879   | Ouverte                     |                                | 25 m     | 87753418    | ISR       | 43° 30′ 55″ N, 4° 58′ 49″ E |       | Gare très légèrement déplacée le 1er juin 1913 à la suite de la reprise de la ligne du MPB par le PLM. |
| Rassuen                               | Gare              | 935 : 822,931                                                                            | 3 novembre 1879   | Ouverte                     |                                | 19 m     | 87753426    | RAU       | 43° 29′ 48″ N, 4° 58′ 22″ E |       | Déclarée comme "halte" avant son ouverture. Gare très légèrement déplacée le 1er juin 1913 à la suite de la reprise de la ligne du MPB par le PLM. |
| Lavalduc                              | Station           | 935 : 826,2                                                                              | 13 avril 1881     | Fermée                      |                                | 4 m      | 87 92928-1  | LVU       | 43° 28′ 22″ N, 4° 57′ 12″ E |       | Déclarée comme "halte" avant son ouverture. Gare très légèrement déplacée le 1er juin 1913 à la suite de la reprise de la ligne du MPB par le PLM. |
| Plan-d’Aren                           | Halte             | 935 : 829,3                                                                              | 13 avril 1881     | Fermée                      |                                | 2 m      |             |           | 43° 26′ 56″ N, 4° 58′ 06″ E |       | Déclarée comme "halte" avant son ouverture. Halte très légèrement déplacée le 1er juin 1913 à la suite de la reprise de la ligne du MPB par le PLM. |
| Fos-sur-Mer (MPB)                     | Gare              | 935 :                                                                                    | 13 avril 1881     | 1er juin 1913               | 1er juin 1913                  | 3 m      |             |           | 43° 25′ 36″ N, 4° 58′ 20″ E |       | Gare de la compagnie des chemins de fer de Miramas à Port-de-Bouc (MPB), déplacée pour permettre la poursuite du trajet vers Martigues et L'Estaque le 1er juin 1913.                                                                                                  |
| Fos-sur-Mer (PLM)                     | Gare              | 935 : 831,630                                                                            | 1er juin 1913     | Ouverte                     |                                | 5 m      | 87753442    | FOS       | 43° 25′ 42″ N, 4° 58′ 29″ E |       | |
| Port-de-Bouc (MPB)                    | Gare              | 935 :                                                                                    | 13 avril 1881     | 1er juin 1913               | 1er juin 1913                  | 3 m      |             |           | 43° 24′ 19″ N, 4° 59′ 25″ E |       | Gare de la compagnie des chemins de fer de Miramas à Port-de-Bouc (MPB), en cul-de-sac. Déplacée pour permettre la poursuite du trajet vers Martigues et L'Estaque le 1er juin 1913.                                                                                   |
| Port-de-Bouc (PLM)                    | Gare              | 935 : 834,402                                                                            | 1er juin 1913     | Ouverte                     |                                | 12 m     | 87753459    | PDB       | 43° 24′ 27″ N, 4° 59′ 05″ E |       | |
| Croix-Sainte                          | Station           | 935 : 837,332                                                                            | 15 octobre 1915   | Ouverte                     |                                | 20 m     | 87753491    | XST       | 43° 24′ 32″ N, 5° 01′ 11″ E |       | |
| Martigues                             | Gare              | 935 : 839,300                                                                            | 15 octobre 1915   | Ouverte                     |                                | 25       | 87753509    | MTG       | 43° 23′ 35″ N, 5° 01′ 32″ E |       | |
| Ponteau Saint-Pierre                  | Station           | 935 : 842,487                                                                            | 15 octobre 1915   | Fermée                      |                                | 25 m     | 87753533    | PXR       | 43° 21′ 54″ N, 5° 01′ 43″ E |       | |
| La Couronne Carro                     | Gare              | 935 : 846,132                                                                            | 15 octobre 1915   | Ouverte                     |                                | 34 m     | 87753541    | CRQ       | 43° 20′ 24″ N, 5° 03′ 07″ E |       | |
| Sausset-les-Pins                      | Gare              | 935 : 851,170                                                                            | 15 octobre 1915   | Ouverte                     |                                | 23 m     | 87753541    | SPJ       | 43° 19′ 59″ N, 5° 06′ 36″ E |       | |
| Carry-le-Rouet                        | Gare              | 935 : 854,752                                                                            | 15 octobre 1915   | Ouverte                     |                                | 26 m     | 87753566    | CRR       | 43° 20′ 12″ N, 5° 09′ 13″ E |       | |
| Ensuès-la-Redonne                     | Station           | 935 : 858,708                                                                            | 15 octobre 1915   | Ouverte                     |                                | 36 m     | 87753574    | RDS       | 43° 20′ 04″ N, 5° 11′ 51″ E |       | |
| Niolon                                | Gare              | 935 : 863,894                                                                            | 15 octobre 1915   | Ouverte                     |                                | 35 m     | 87753582    | NIN       | 43° 20′ 25″ N, 5° 15′ 25″ E |       | |
| Le Rove                               | Station           | 935 : 866,220                                                                            | 15 octobre 1915   | Fermée                      |                                | 39 m     | 87753590    | ROF       | 43° 21′ 09″ N, 5° 16′ 46″ E |       | |
| Marseille Prado                       | Gare              | 937 : 3,229 941 : 0,000                                                                  | 15 mai 1872       | août 1914                   | 1999                           | 23 m     | 87751107    | MPO       | 43° 16′ 57″ N, 5° 23′ 27″ E |       | |
| Marseille Joliette                    | Gare              | 938 : 939 : 860,040                                                                      | 15 juin 1860      | 1962                        |                                | 3 m      | 87752709    | MJO       | 43° 18′ 21″ N, 5° 22′ 00″ E |       | Ouverture de la gare au service voyageurs le 19 janvier 1906. |
| Arenc Euroméditerranée                | Halte TER         | 939 : 859,233                                                                            | 3 février 2014    | Ouverte                     | Jamais ouverte                 | 3 m      | 87 58034-0  | UOM       | 43° 18′ 48″ N, 5° 22′ 03″ E |       | |
| Marseille Vieux-Port                  | Gare marchandises | 941 : 3,029                                                                              | 15 octobre 1878   | Jamais ouverte              | 31 mai 1964                    | 1 m      |             |           | 43° 17′ 29″ N, 5° 21′ 58″ E |       | |
| Trets                                 | Gare              | 947 : 59,110                                                                             | 15 octobre 1877   | 18 avril 1939               |                                | 242 m    | 87751545    | TTS       | 43° 26′ 57″ N, 5° 41′ 14″ E |       | |
| Peynier Rousset                       | Station           | 947 : 65,510                                                                             | 15 octobre 1877   | 18 avril 1939               |                                | 222 m    | 87751552    | PET       | 43° 27′ 49″ N, 5° 37′ 38″ E |       | |
| Château-l’Arc                         | Halte             | 947 : 66,6                                                                               |                   | 18 avril 1939               |                                | 214 m    |             |           | 43° 28′ 09″ N, 5° 35′ 48″ E |       | |
| La Barque Fuveau                      | Gare              | 947 : 70,845 948 : 30,395                                                                | 15 octobre 1877   | 18 avril 1939               |                                | 220 m    | 87 751 56-0 | LBF       | 43° 28′ 14″ N, 5° 32′ 51″ E |       | Ou La Barque avant le 8 octobre 1950 |
| Meyreuil                              | Halte             | 947 : 74,5                                                                               |                   | 18 avril 1939               |                                | 220 m    |             | MRL       | 43° 28′ 18″ N, 5° 30′ 11″ E |       | |
| Pont-de-l’Étoile                      | Station           | 948 : 4,344                                                                              | 27 janvier 1868   | 18 avril 1939               |                                | 150 m    | 87 751 85-9 | PTI       | 43° 19′ 30″ N, 5° 35′ 30″ E |       | |
| Roquevaire                            | Gare              | 948 : 7,291                                                                              | 27 janvier 1868   | 18 avril 1939               |                                | 161 m    | 87 751 86-7 | RQV       | 43° 20′ 59″ N, 5° 35′ 58″ E |       | |
| Auriol Saint-Zacharie                 | Gare              | 948 : 9,871                                                                              | 27 janvier 1868   | 18 avril 1939               |                                | 177 m    | 87 751 87-5 | AAZ       | 43° 22′ 01″ N, 5° 36′ 38″ E |       | |
| La Bouilladisse                       | Station           | 948 : 13,7                                                                               | 27 janvier 1868   | 18 avril 1939               |                                | 219 m    |             |           | 43° 23′ 38″ N, 5° 35′ 46″ E |       | |
| Valdonne Peypin                       | Gare              | 948 : 16,865                                                                             | 27 janvier 1868   | 18 avril 1939               |                                | 278 m    | 87 751 88-3 | VDP       | 43° 23′ 56″ N, 5° 33′ 48″ E |       | Ou Valdonne |
| Cadolive Saint-Savournin              | Station           | 948 : 19,6                                                                               | 3 novembre 1904   | 18 avril 1939               |                                | 326 m    |             |           | 43° 23′ 51″ N, 5° 32′ 58″ E |       | |
| Puits-Léonie                          | Station           | 948 : 20,7                                                                               | 3 novembre 1904   | 18 avril 1939               | Jamais ouverte                 | 325 m    |             |           | 43° 24′ 24″ N, 5° 33′ 01″ E |       | |
| Gréasque                              | Gare              | 948 : 23,5                                                                               | 3 novembre 1904   | 18 avril 1939               |                                | 319 m    | 87 751 89-1 |           | 43° 25′ 52″ N, 5° 32′ 32″ E |       | |
| Puits-Lhuillier                       | Halte             | 948 : 25,7                                                                               | 3 novembre 1904   | 18 avril 1939               | Jamais ouverte                 | 291 m    |             |           | 43° 26′ 28″ N, 5° 33′ 11″ E |       | |
| Fuveau                                | Station           | 948 : 27,1                                                                               | 3 novembre 1904   | 18 avril 1939               |                                | 254 m    |             |           | 43° 27′ 13″ N, 5° 33′ 29″ E |       | |

#### Ligne de Marseille-Saint-Charles à Vintimille
Origine du kilométrage : Marseille-Saint-Charles.
| Nom | Type de gare | Ligne(s) et PK | Date d'ouverture | Date de fermeture voyageurs | Date de fermeture marchandises | Altitude | Code UIC | Code TR3A | Coordonnées | Image | Remarques |
| --- | ------------ | -------------- | ---------------- | --------------------------- | ------------------------------ | -------- | -------- | --------- | ----------- | ----- | --------- |
|     |              |                |                  |                             |                                |          |          |           |             |       |           |

## Gares ferroviaires des lignes du réseau d’intérêt local

### Réseau des chemins de fer des Bouches du Rhône
| Nom                    | Type de gare | Ligne(s) et PK      | Date d'ouverture | Date de fermeture voyageurs | Date de fermeture marchandises | Altitude | Code UIC | Code TR3A | Coordonnées                 | Image | Remarques                                                                        |
| ---------------------- | ------------ | ------------------- | ---------------- | --------------------------- | ------------------------------ | -------- | -------- | --------- | --------------------------- | ----- | -------------------------------------------------------------------------------- |
| Pas-des-Lanciers       | Gare         | IL13-01 :           | 22 décembre 1872 | 20 octobre 1932             |                                | 50 m     |          |           | 43° 24′ 35″ N, 5° 15′ 14″ E |       | Gare de correspondance avec le P.-L.-M.                                          |
| Gignac                 | Halte        | IL13-01 :           |                  |                             |                                | 25 m     |          |           | 43° 24′ 11″ N, 5° 13′ 39″ E |       | Localisation d'après carte IGN.                                                  |
| Marignane              | Gare         | IL13-01 :           | 22 décembre 1872 | 20 octobre 1932             |                                | 8 m      |          |           | 43° 24′ 37″ N, 5° 12′ 38″ E |       |                                                                                  |
| Châteauneuf            | Gare         | IL13-01 :           | 22 décembre 1872 | 20 octobre 1932             |                                | 16 m     |          |           | 43° 23′ 15″ N, 5° 10′ 13″ E |       |                                                                                  |
| La Mède                | Halte        | IL13-01 :           | [ 14 ]           |                             | Ouverte                        | 21 m     |          |           | 43° 23′ 50″ N, 5° 06′ 41″ E |       | Localisation hypothétique.                                                       |
| Martigues              | Gare         | IL13-01 :           | 22 décembre 1872 | 20 octobre 1932             | 1954                           | 12 m     |          |           | 43° 23′ 57″ N, 5° 03′ 25″ E |       |                                                                                  |
| Arles                  | Gare         | IL13-02 :           |                  |                             |                                | 9 m      |          |           | 43° 41′ 06″ N, 4° 37′ 56″ E |       | Gare de correspondance avec le P.-L.-M.                                          |
| Montmajour             | Halte        | IL13-02 :           |                  |                             |                                | 3 m      |          |           | 43° 42′ 27″ N, 4° 39′ 35″ E |       | Indiqué "Mont-Major" dans un indicateur de 1879. Localisation d'après carte IGN. |
| Darbousille            | Halte        | IL13-02 :           |                  |                             |                                | 3 m      |          |           | 43° 43′ 12″ N, 4° 41′ 01″ E |       |                                                                                  |
| Fontvieille Ville      | Gare         | IL13-02 : IL13-04 : |                  |                             |                                | 12 m     |          |           | 43° 43′ 43″ N, 4° 42′ 24″ E |       |                                                                                  |
| Tarascon               | Gare         | IL13-03 :           |                  |                             |                                | 17 m     |          |           | 43° 48′ 04″ N, 4° 39′ 26″ E |       | Gare de correspondance avec le P.-L.-M.                                          |
| Saint-Étienne-du-Grès  | Station      | IL13-03 :           |                  |                             |                                | 8 m      |          |           | 43° 46′ 59″ N, 4° 43′ 35″ E |       | Halte suivant les fiches horaires, station sur la carte IGN.                     |
| La Rode                | Halte        | IL13-03 :           |                  |                             |                                | 9 m      |          |           | 43° 47′ 14″ N, 4° 44′ 46″ E |       | Localisation d'après carte IGN.                                                  |
| Bagatelle              | Halte        | IL13-03 :           |                  |                             |                                | 10 m     |          |           | 43° 47′ 41″ N, 4° 46′ 06″ E |       | Localisation d'après carte IGN.                                                  |
| La Massane             | Halte        | IL13-03 :           |                  |                             |                                | 15 m     |          |           | 43° 47′ 53″ N, 4° 47′ 20″ E |       | Localisation d'après carte IGN.                                                  |
| Saint-Rémy-de-Provence | Gare         | IL13-03 : IL13-05 : |                  |                             |                                | 41 m     |          |           | 43° 47′ 35″ N, 4° 49′ 45″ E |       |                                                                                  |
| Fontvieille Carrières  | Halte        | IL13-04 :           |                  |                             |                                | 34 m     |          |           | 43° 43′ 49″ N, 4° 43′ 43″ E |       | Localisation d'après carte IGN.                                                  |
| Mont-Paon              | Halte        | IL13-04 :           |                  |                             |                                | 68 m     |          |           | 43° 43′ 39″ N, 4° 45′ 30″ E |       | Localisation hypothétique.                                                       |
| Paradou Les Baux       | Gare         | IL13-04 :           |                  |                             |                                | 31 m     |          |           | 43° 43′ 24″ N, 4° 47′ 09″ E |       |                                                                                  |
| Maussane               | Gare         | IL13-04 :           |                  |                             |                                | 36 m     |          |           | 43° 43′ 22″ N, 4° 48′ 14″ E |       |                                                                                  |
| Mouriès                | Gare         | IL13-04 :           |                  |                             |                                | 12 m     |          |           | 43° 41′ 29″ N, 4° 51′ 53″ E |       |                                                                                  |
|                        | Halte        | IL13-04 :           |                  |                             |                                | 62 m     |          |           | 43° 42′ 14″ N, 4° 54′ 08″ E |       | Halte sans nom ? figurant sur la carte IGN                                       |
| Aureille               | Gare         | IL13-04 :           |                  |                             |                                | 120 m    |          |           | 43° 42′ 07″ N, 4° 56′ 52″ E |       |                                                                                  |
| Le Jasse-de-Braïs      | Halte        | IL13-04 :           |                  |                             |                                | 106 m    |          |           | 43° 41′ 41″ N, 4° 58′ 51″ E |       | Localisation hypothétique.                                                       |
| Eyguières              | Gare         | IL13-04 : IL13-08 : |                  |                             |                                | 89 m     |          |           | 43° 41′ 16″ N, 5° 01′ 49″ E |       |                                                                                  |
| Les Gabins             | Halte        | IL13-04 :           |                  |                             |                                | 86 m     |          |           | 43° 40′ 11″ N, 5° 02′ 51″ E |       | Localisation hypothétique.                                                       |
| La Cabane              | Halte        | IL13-04 :           |                  |                             |                                | 77 m     |          |           | 43° 39′ 14″ N, 5° 03′ 19″ E |       |                                                                                  |
| Salon                  | Gare         | IL13-04 :           |                  |                             |                                | 77 m     |          |           | 43° 38′ 21″ N, 5° 05′ 18″ E |       | Gare de correspondance avec le P.-L.-M.                                          |
| Les Agriottes          |              | IL13-05 :           |                  |                             |                                | 55 m     |          |           | 43° 47′ 06″ N, 4° 53′ 47″ E |       |                                                                                  |
| Mollégès Eygalières    |              | IL13-05 :           |                  |                             |                                | 55 m     |          |           | 43° 47′ 18″ N, 4° 57′ 12″ E |       |                                                                                  |
| Plan-d’Orgon           |              | IL13-05 : IL13-06 : |                  |                             |                                | 70 m     |          |           | 43° 48′ 27″ N, 4° 59′ 54″ E |       |                                                                                  |
| Orgon-Gare             |              | IL13-05 :           |                  |                             |                                | 85 m     |          |           | 43° 47′ 09″ N, 5° 02′ 44″ E |       | Gare de correspondance avec le P.-L.-M.                                          |
| Barbentane             |              | IL13-06 :           |                  |                             |                                | 21 m     |          |           | 43° 53′ 46″ N, 4° 46′ 57″ E |       | Gare de correspondance avec le P.-L.-M.                                          |
| Rognonas               |              | IL13-06 :           |                  |                             |                                | 20 m     |          |           | 43° 53′ 46″ N, 4° 48′ 03″ E |       | À confirmer ?                                                                    |
| Châteaurenard          |              | IL13-06 :           |                  |                             |                                | 30 m     |          |           | 43° 53′ 10″ N, 4° 51′ 12″ E |       |                                                                                  |
| Noves                  |              | IL13-06 :           |                  |                             |                                | 40 m     |          |           | 43° 52′ 42″ N, 4° 54′ 14″ E |       |                                                                                  |
| Cabannes               |              | IL13-06 :           |                  |                             |                                | 49 m     |          |           | 43° 51′ 37″ N, 4° 56′ 39″ E |       |                                                                                  |
| Saint-Andiol           |              | IL13-06 :           |                  |                             |                                | 53 m     |          |           | 43° 50′ 12″ N, 4° 56′ 55″ E |       |                                                                                  |
| La Ciotat Ville        | Gare         | IL13-07 :           |                  |                             |                                | 3 m      |          |           | 43° 10′ 24″ N, 5° 36′ 38″ E |       |                                                                                  |
| Vallat-de-Roubaud      | Halte        | IL13-07 :           |                  |                             |                                | 12 m     |          |           | 43° 11′ 01″ N, 5° 36′ 44″ E |       |                                                                                  |
| Sainte-Marguerite      | Halte        | IL13-07 :           |                  |                             |                                | 23 m     |          |           | 43° 11′ 31″ N, 5° 36′ 55″ E |       |                                                                                  |
| Saint-Hermentaire      | Halte        | IL13-07 :           |                  |                             |                                | 32 m     |          |           | 43° 11′ 56″ N, 5° 36′ 58″ E |       |                                                                                  |
| Ceyreste               | Halte        | IL13-07 :           |                  |                             |                                | 50 m     |          |           | 43° 12′ 21″ N, 5° 37′ 38″ E |       |                                                                                  |
| La Ciotat Gare         | Gare         | IL13-07 :           |                  |                             |                                | 61 m     |          |           | 43° 11′ 59″ N, 5° 37′ 58″ E |       | Gare de correspondance avec le P.-L.-M.                                          |
| Lamanon                |              | IL13-08 :           |                  |                             |                                |          |          |           |                             |       |                                                                                  |
| Alleins                |              | IL13-08 :           |                  |                             |                                |          |          |           |                             |       |                                                                                  |
| Mallemort              |              | IL13-08 :           |                  |                             |                                |          |          |           |                             |       |                                                                                  |
| Charleval              |              | IL13-08 :           |                  |                             |                                |          |          |           |                             |       |                                                                                  |
| La Roque-d’Anthéron    |              | IL13-08 :           |                  |                             |                                |          |          |           |                             |       |                                                                                  |
| Saint-Estève-Janson    |              | IL13-08 :           |                  |                             |                                |          |          |           |                             |       |                                                                                  |
| Le Puy-Sainte-Réparade |              | IL13-08 :           |                  |                             |                                |          |          |           |                             |       |                                                                                  |
| Mayrargues             |              | IL13-08 :           |                  |                             |                                |          |          |           |                             |       |                                                                                  |